# لواء المشاة الرابع (لبنان)
كان لواء المشاة الرابع (لبنان) وحدة تابعة للجيش اللبناني شارك في الحرب الأهلية اللبنانية، وكان نشطاً منذ إنشائه في يناير 1983 وحتى تدميره في سبتمبر من ذلك العام، في أعقاب حرب الجبال.

## التأسيس
في أعقاب الغزو الإسرائيلي للبنان في يونيو - سبتمبر 1982، اقتنع الرئيس أمين الجميل، بأن وجود قوة دفاع وطنية قوية وموحدة شرطا أساسيا لإعادة بناء الأمة، وأعلن خططاً لتكوين جيش يضم 60 ألف رجل منظم في اثني عشر لواء (تم إنشاؤها من أفواج المشاة الحالية)، مدربين ومجهزين من قبل فرنسا والولايات المتحدة. في أواخر عام 1982، تم إعادة تنظيم فوج المشاة الرابع وتوسيعه ليشمل مجموعة لواء يضم 2000 مقاتل معظمهم من المسيحيين الموارنة من منطقة جبل لبنان والدروز من منطقة الشوف والتي أصبحت في يناير 1983 لواء المشاة الرابع.

## تاريخ القتال

### الحرب الأهلية اللبنانية
في أوائل سبتمبر 1983، تحت قيادة العقيد نايف كلاس، تم نشر وحدات اللواء الرابع في في مدينتي خلدة، عرمون، قابر Chmoun و الشحار - حيث يخلص المسيحية القوات اللبنانية (LF) الحاميات الميليشيات التي صدت الموجة الأولى من اعتداءات برية من قبل ميليشيا جيش التحرير الشعبي الدرزي بقيادة وليد جنبلاط ونفدت الإمدادات - في منطقة الشوف، حيث عُهد إليها بمهمة الدفاع عن النهج الجنوبية لبيروت. مثل زملائهم في اللواء الثامن بقيادة العقيد ميشال عون في سوق الغرب، تحمل اللواء الرابع وطأة هجمات جيش التحرير الشعبي الدرزي لمدة ثلاثة أيام، حتى بدأ يظهر علامات على وجود انقسام طائفي في صفوفه، منذ جنود الدروز كانوا مترددين في محاربة أتباعهم.

## الإنحلال
على الرغم من أن اللواء الرابع قد تم تدميره في سبتمبر عام 1983 إلا أنه ظل مدرجًا في قائمة ترتيب القوات المسلحة اللبنانية حتى حله رسمياً في مارس 1984، ومع ذلك، في اجتماع عُقد في 28 يونيو من نفس العام قرر المجلس العسكري للجيش اللبناني إصلاح اللواء الرابع ولكن بسبب القيود السياسية تم تعليق هذه الخطط طوال مدة الحرب. وعندما أعيد تنظيم لواء الجيش اللبناني خلال فترة ما بعد الحرب الأهلية في التسعينيات اختارت قيادة الجيش في النهاية عدم إصلاح اللواء الرابع على عكس اللواء الثاني والثالث، اللذان تم حلهما في ديسمبر 1984 وأعيد تنشيطهما في يونيو 1991.

## روابط خارجية
- Histoire militaire de l'armée libanaise de 1975 à 1990 (باللغة الفرنسية )
- الموقع الرسمي للقوات المسلحة اللبنانية
- دليل لبنان العسكري من GlobalSecurity.org
- وكالة المخابرات المركزية - كتاب حقائق العالم - لبنان نسخة محفوظة 26 ديسمبر 2020 على موقع واي باك مشين.
- مؤشر اعتراف الجيش بالمعدات العسكرية اللبنانية نسخة محفوظة 19 سبتمبر 2020 على موقع واي باك مشين.
- قوة النيران العالمية - القوة العسكرية اللبنانية
- الجيش اللبناني يحاول إعادة تسليح وتحديث نفسه
- قائمة الرغبات العسكرية اللبنانية 2008/2009 - New York Times
- MilitaryPhotos. نت، الجيش اللبناني
- MilitaryPhotos. نت، الجيش اللبناني